# Oh, Susanna!
Oh, Susanna! é um filme norte-americano de 1936, do gênero faroeste, dirigido por Joseph Kane e estrelado por Gene Autry, Smiley Burnette e Frances Grant.

## Elenco
- Gene Autry como Gene Autry / Tex Smith
- Smiley Burnette como Frog Millhouse
- Frances Grant como Mary Ann Lee
- Earle Hodgins como Professor Ezekial Daniels
- Donald Kirke como Flash Baldwin
- Boothe Howard como Wolf Benson
- Clara Kimball Young como Tia Peggy Lee
- Edward Peil Sr. como Xerife Mineral Springs
- Frankie Marvin como Henchman Hank
- Carl Stockdale como Jefferson Lee
- Roscoe Gerald como Irate Farmer
- Roger Gray
- Fred Burns como Xerife Jones
- Walter James como Xerife Briggs
- Lew Meehan como Henchman Pete
- Fred Toones como Train Porter